# マルクス・ホラティウス・バルバトゥス
マルクス・ホラティウス・バルバトゥス（Marcus Horatius Barbatus）は、紀元前5世紀の共和政ローマの政務官。紀元前449年に執政官（コンスル）を務めた。

## 経歴
マルクス・ホラティウスはパトリキ（貴族）であるホラティウス氏族のバルバトゥス家の一員である。

### 対十人委員会
紀元前449年、マルクス・ホラティウスは、第二次十人委員会がその権力を手放そうとしないことが分かると、ルキウス・ウァレリウス・ポティトゥスと共に、最大の反対者となった。
プレブス（平民）出身で反抗的な屈強の男、ルキウス・シッキウス（en）が戦争に紛れて十人委員会が送った刺客に暗殺された。さらに十人委員会の中心人物であるアッピウス・クラウディウス・クラッスス・インレギッレンシス・サビヌスは、ウェルギニアという若い女性を気に入り、彼女を手に入れるために不条理な裁判を行い、そのため彼女は、娘の貞操を守ろうとした父親によって殺された。これをきっかけにプレブスの反乱が発生し、アウェンティヌスの丘を占拠した。ホラティウスとウァレリウスはプレブスにも人気があったため、元老院の依頼によってモンテ・サクロに赴き、プレブスと交渉して反乱を終結させた。十人委員会は廃止され、委員は逮捕された。

### 執政官就任
同年、マルクス・ホラティウスとルキウス・ウァレリウスは、その年の残りの期間の執政官に選ばれた。両人はウァレリウス＝ホラティウス法（en）を成立させた。この法律は3条から構成され、第1条はプレブス民会での決議であっても、トリブスごとの投票を経ていれば、パトリキにも適用されるというものであった。第2条は十人委員会が中断させていた上告権（ius provocationis）を回復させるものであり、上告権の及ばない公職の新設を禁じた。第3条は護民官に対する不可侵を再確認したものであった。十人委員会の委員の内、アッピウス・クラウディウスとスプリウス・オッピウス・コルニケンは収監中に自殺、他の8人はローマを追放された。
他方、この混乱を見てアエクイ、ウォルスキ、サビニがローマに対して兵を上げた。マルクス・ホラティウスはサビニに対し、ルキウス・ウァレリウスはウォルスキとアエクイに対処することとなった。十人委員会の間に兵の士気が落ちていたにもかかわらず、ルキウス・ウァレリウスは勝利した。マルクス・ホラティウスは当初苦戦したものの、最終的にはサビニに勝利した。
ローマはこの勝利を喜んだが、元老院は凱旋式を認めなかった。しかし、トリブス民会は元老院の意思を無視し、両執政官の凱旋式を認めた。これはローマ史上最初の決定であった。
護民官は自らの再選と、この平民に同情的な執政官二人を続投させ、更に自分たちに有利な状況を作り出そうとしていた。しかしホラティウスやウァレリウスに続投の意思は全くなく、それを確認した護民官選挙の管理者マルクス・ドゥイリウスは、民衆たちの前でもう一度執政官に続投の意思がないことを宣言してもらった。辞職を拒否して悪政を敷いた十人委員会とは違う、と執政官は称賛され、護民官選挙の結果再選したのは10人中5人であったという。

### 余談
マルクス・ホラティウスとルキウス・ウァレリウスは、紀元前444年に元執政官の一人として言及されている。第二次プレブスの離反後もプレブスは執政官にはなれなかったが、ティトゥス・クィンクティウス・カピトリヌス・バルバトゥスとルキウス・クィンクティウス・キンキナトゥスの提案により、執政官に代わって新しい公職であるトリブヌス・ミリトゥム・コンスラリ・ポテスタテ（執政武官）が設立され、この職にはプレブスも就任できるものとされた。

## 参考資料

### 古代の資料
- ハリカルナッソスのディオニュシオス『ローマ古代誌』、Book IX
- ティトゥス・リウィウス『ローマ建国史』 Book III

### 現代の研究書
- William Smith , Dictionary of Greek and Roman Biography and Mythology , vol. I , Boston, Little, Brown, and Company, 1867.
- T. R. S. Broughton (1951). The Magistrates of the Roman Republic Vol.1. American Philological Association